# Bohúňovo
Bohúňovo (do roku 1948 Lekeňa, maďarsky Lekenye) je obec na Slovensku v okrese Rožňava v Košickém kraji. Žije v něm 266 obyvatel. Rozloha katastrálního území činí 6,81 km². Při sčítání obyvatel v roce 2001 se 87% obyvatel hlásilo k maďarské národnosti. Součástí obce je i vesnice Tiba. Obcí vede železniční trať Zvolen–Košice. Ve vsi stojí pozdně gotický kostel z konce 15. století, který dnes slouží reformované církvi.